# Ljubstava
Ljubstava este o localitate din comuna Videm, Slovenia, cu o populație de 66 de locuitori.